# Luca Castiglia
Luca Castiglia (Ceva, 17 de março de 1989) é um futebolista italiano que atua na Juventus da Itália.